# Sangrampur (Sarlahi)
Pour les articles homonymes, voir Sangrampur.
Sangrampur (en népalais : सग्रामपुर) est un comité de développement villageois du Népal situé dans le district de Sarlahi. 

## Population
Au recensement de 2011, il comptait 7 540 habitants.